# Eianina
Eianina (in Arbëresh: Purçilli) ist eine italienische Fraktion in der Gemeinde Frascineto in der Provinz Cosenza in Kalabrien und ist eine der vielen historischen albanischen Siedlungen der Arbëresh in Süditalien. 

## Geschichte

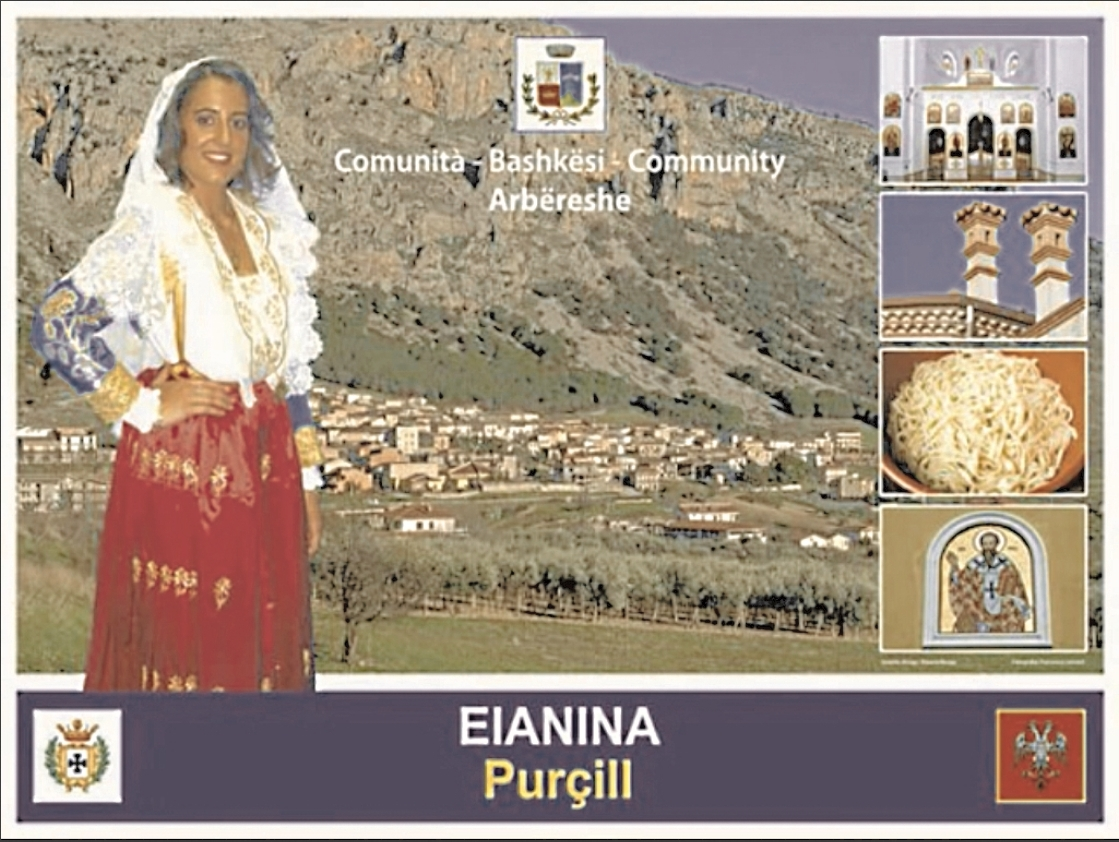
Zweisprachiges Willkommensschild in Eianina

Elanina wurde 1491 von albanischen Flüchtlingen gegründet, die 1470 nach Kalabrien kamen.

## Sehenswürdigkeiten
- Die griechisch-byzantinische Chiesa San Basilio Magno

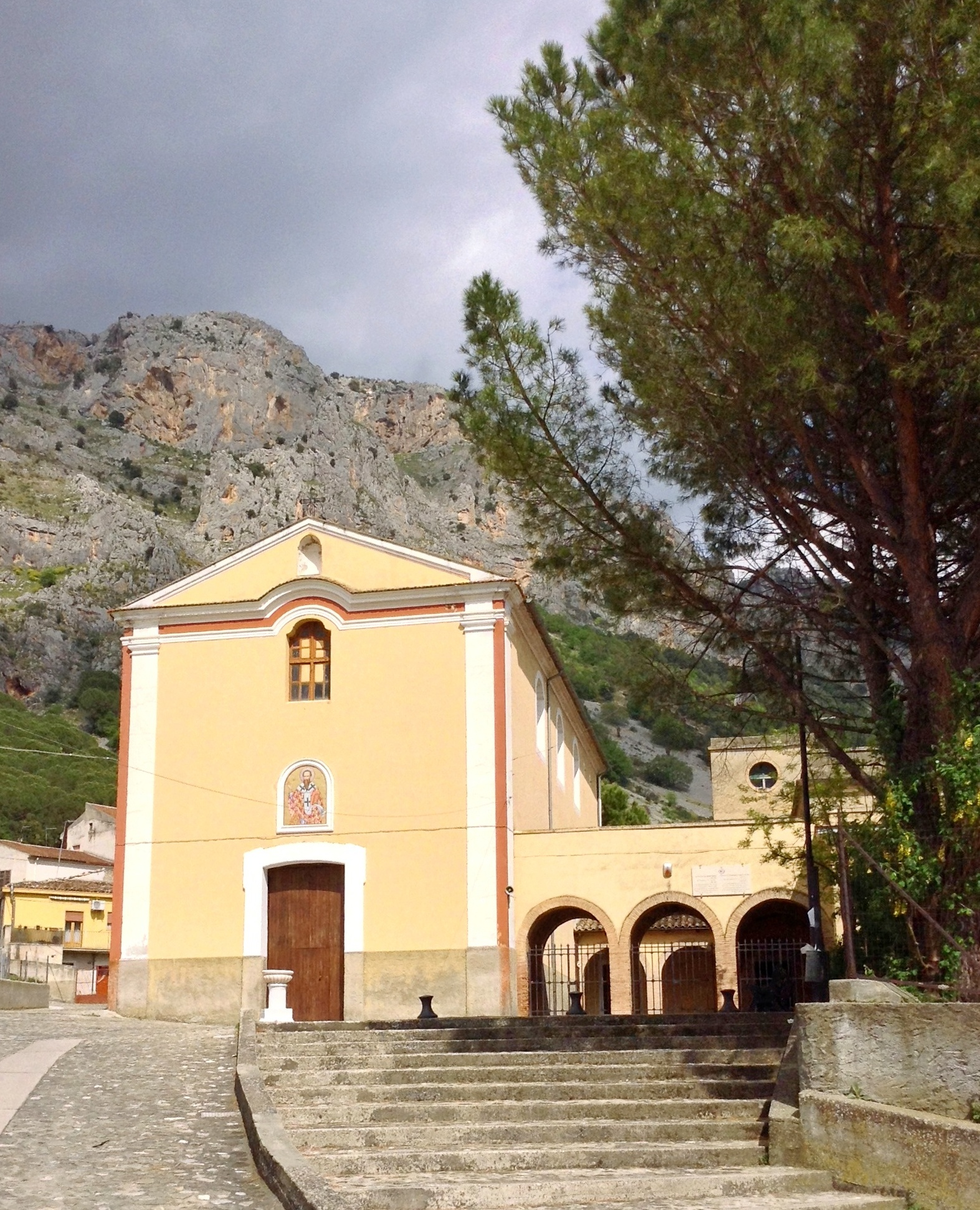
Chiesa San Basilio Magno
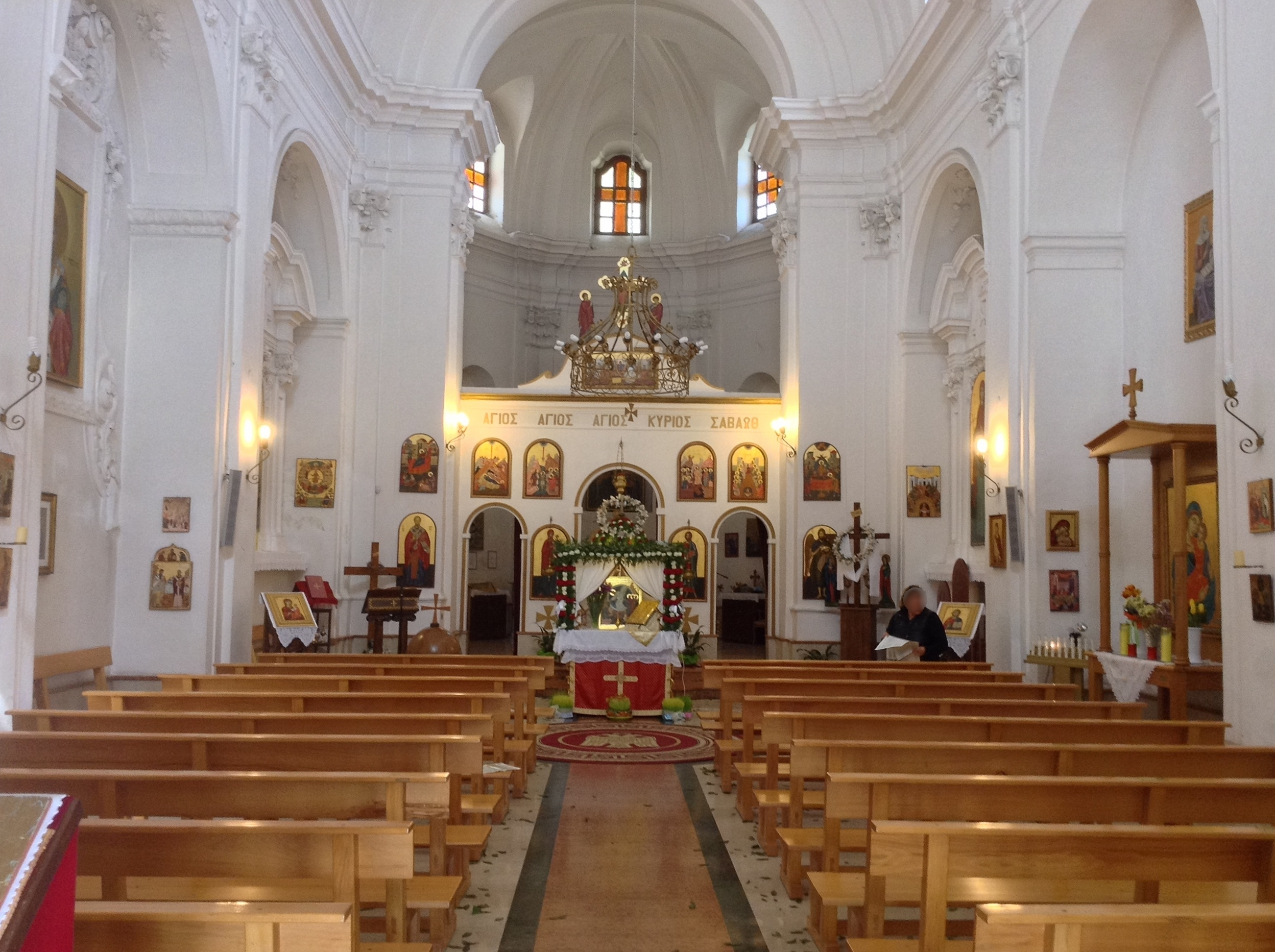
Innenansicht
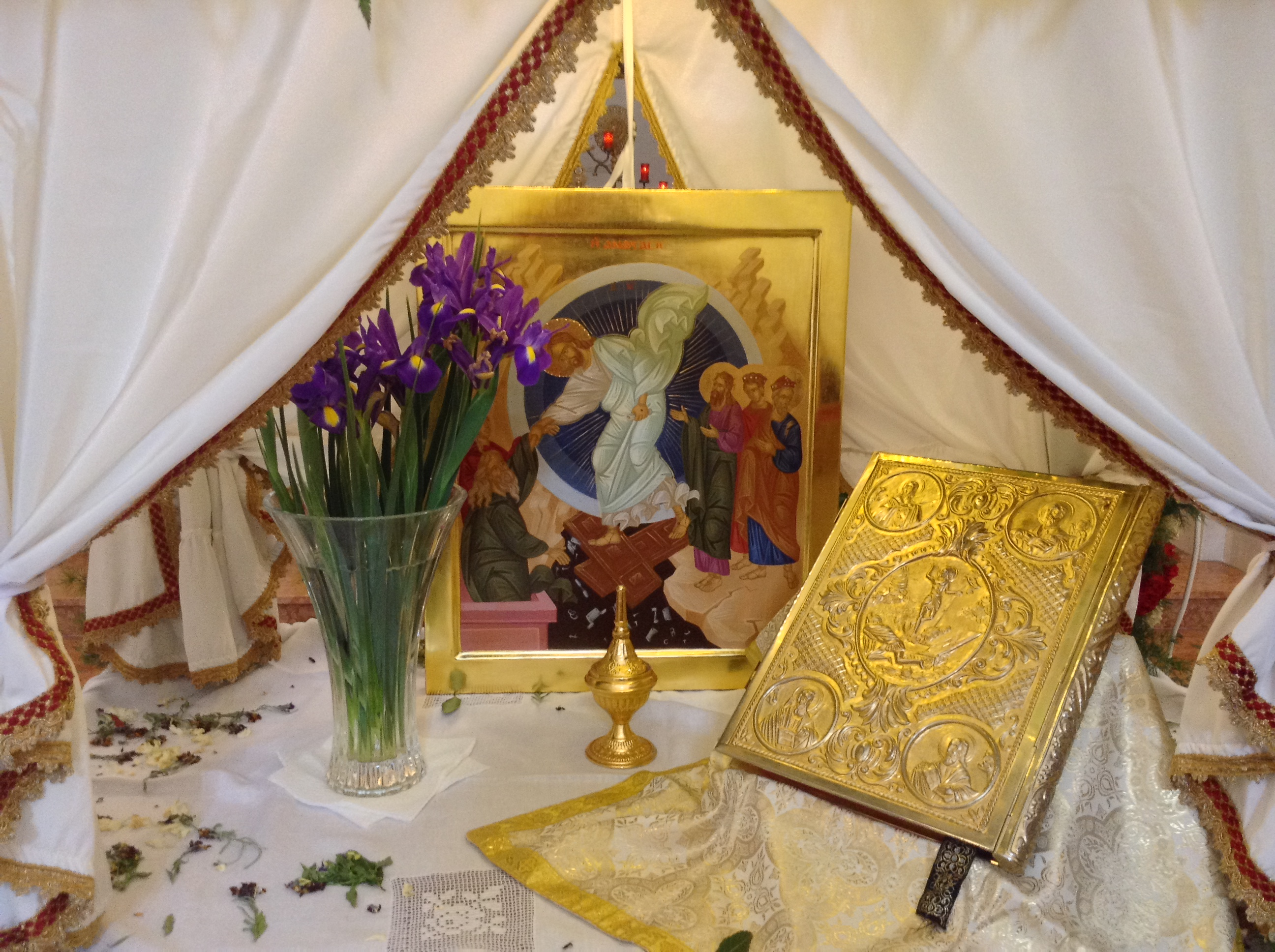
Im Altarraum; Christus ist auferstanden (in Arbëresh: "Christos Anèsti")
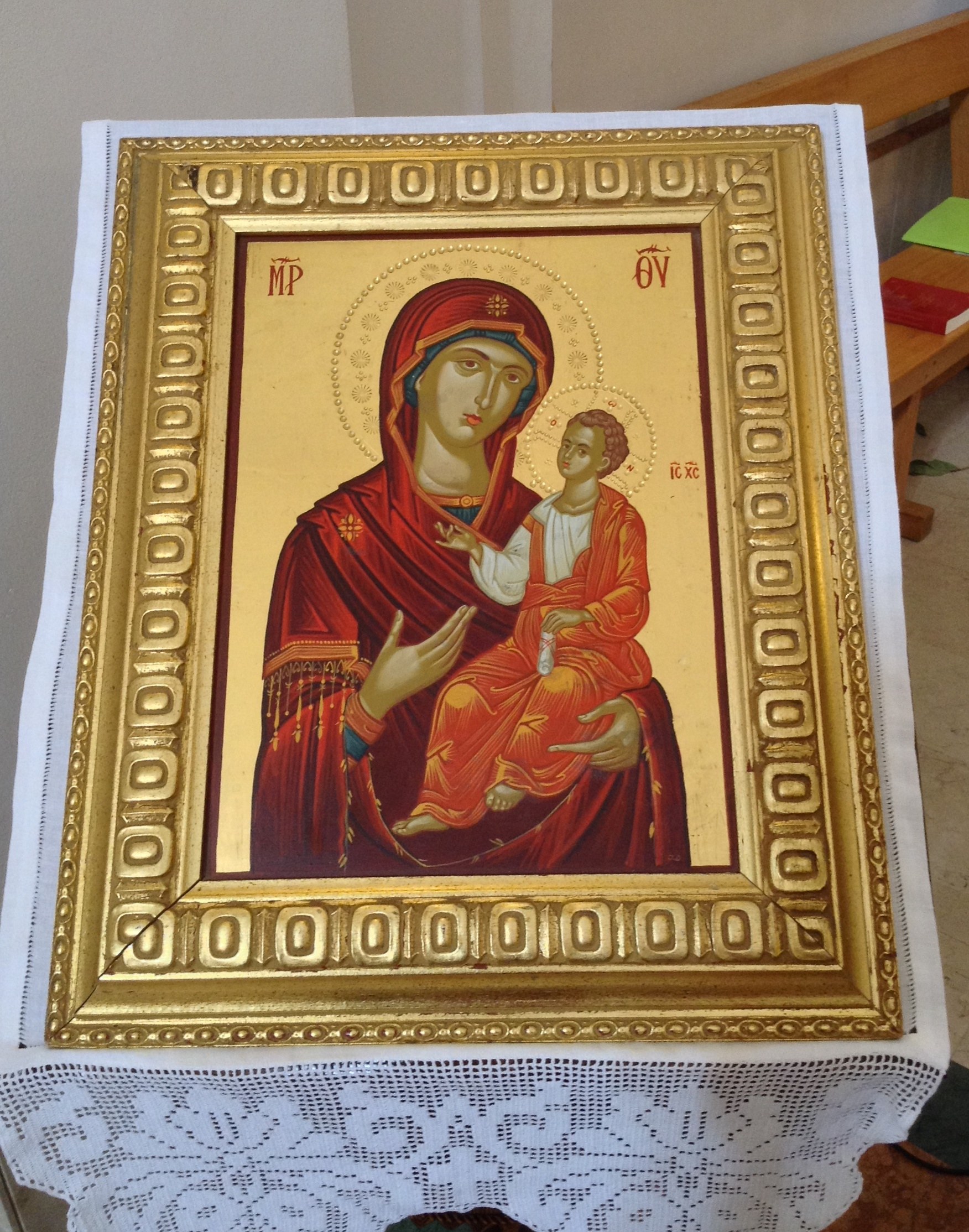
Byzantinische Ikone; Hodegetria
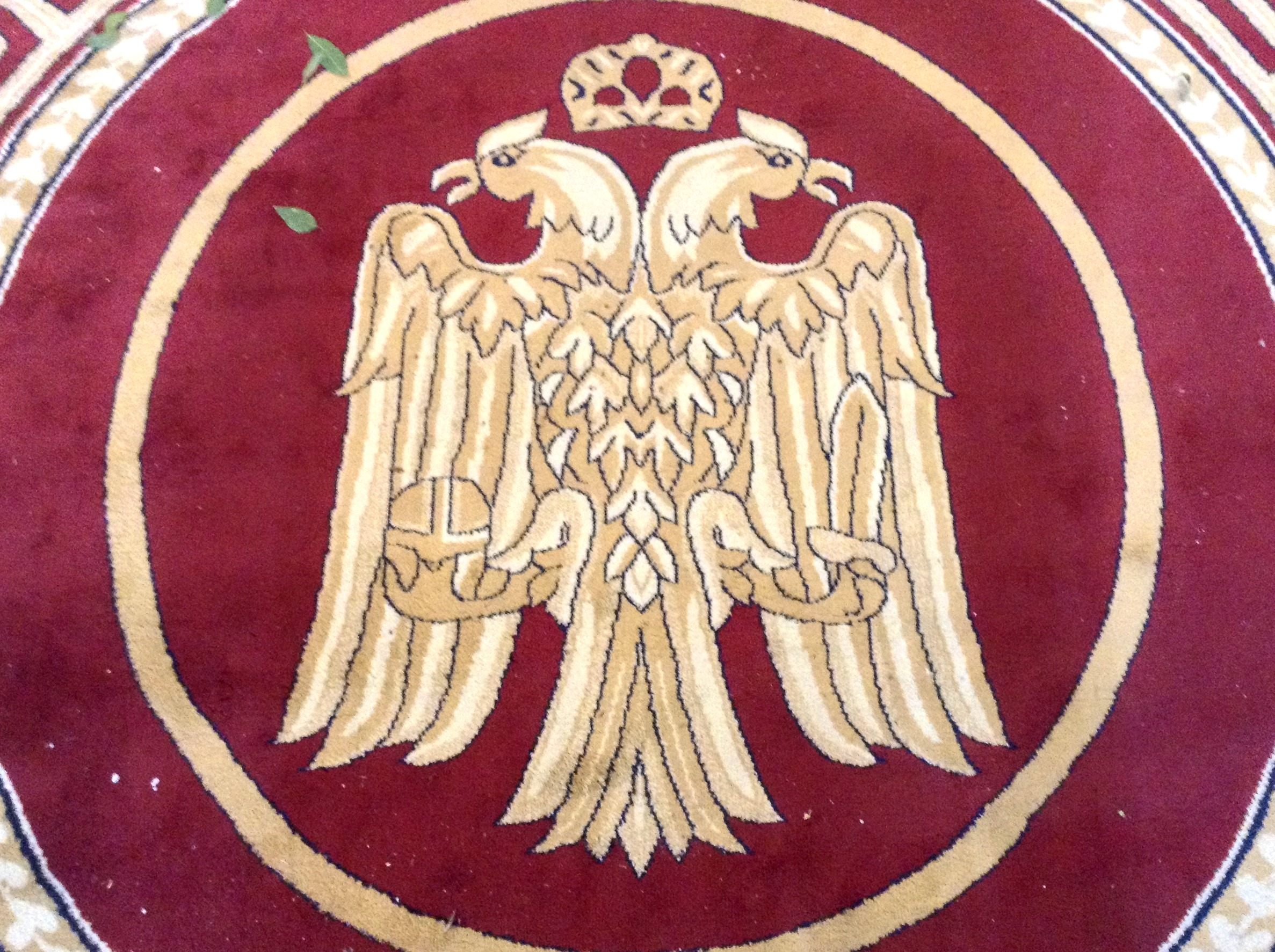
Teppich mit dem Wappen der Familie Kastrioti

## Regelmäßige Veranstaltungen
- Am zweiten Sonntag nach Ostern erneuert die Vallet-Tradition (folkloristische Darstellung der eigenen sprachlichen und kulturellen Identität) den Sieg des albanischen Feldherrn und Nationalhelden Georg Kastrioti, genannt Skanderbeg über die Osmanen.[1]

## Personen mit Beziehung zum Ort

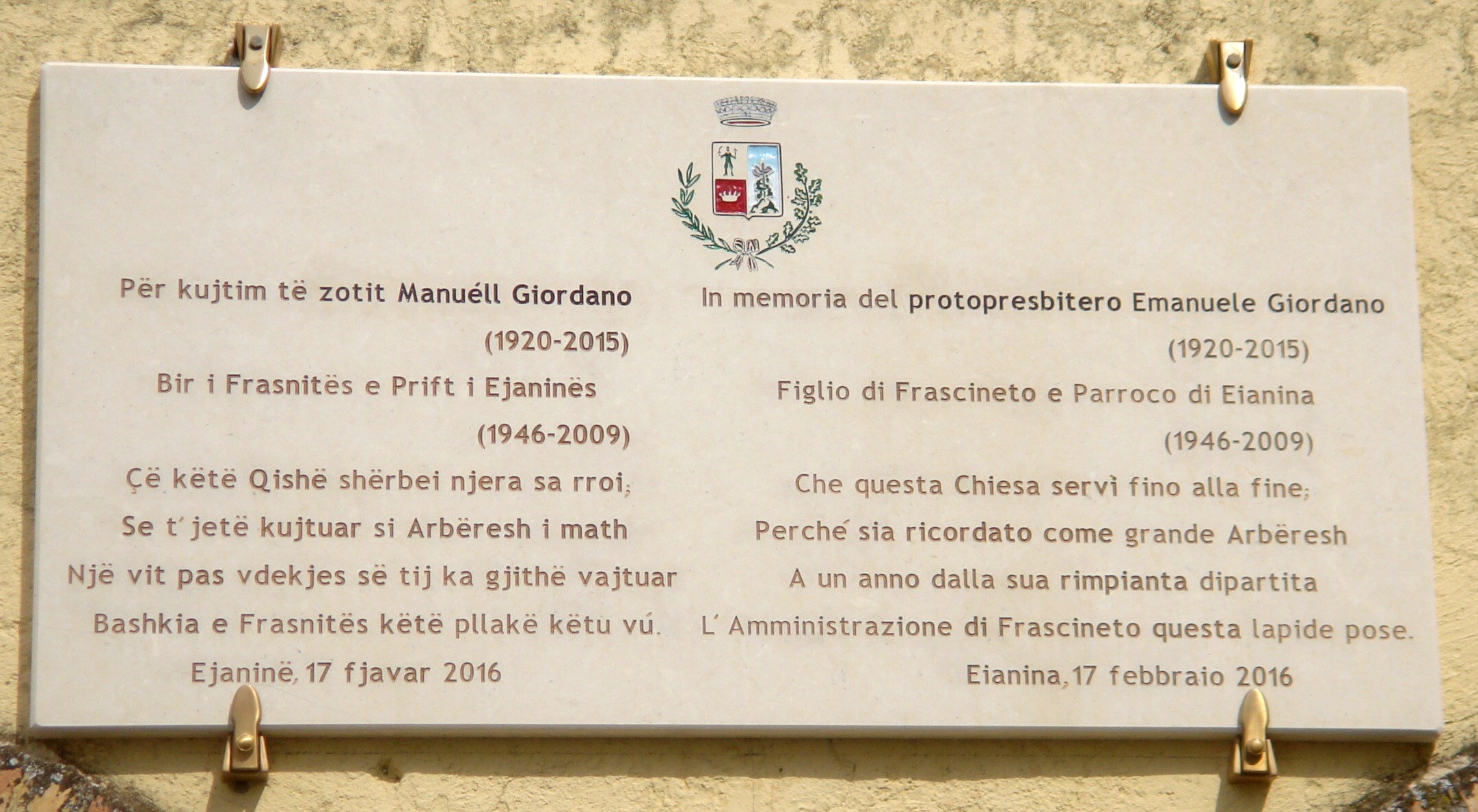
Gedenktafel des Erzpriesters und Papas von Eianina, Emanuele Giordano

- Emanuele Giordano (1920–2015), Erzpriester und Papas[Anm. 1] von Eianina (1946–2009)
- P. Vincenzo Carlomagno, Papas von Eianina